# Collection Blanche (Gallimard)
Pour les articles homonymes, voir Collection Blanche.

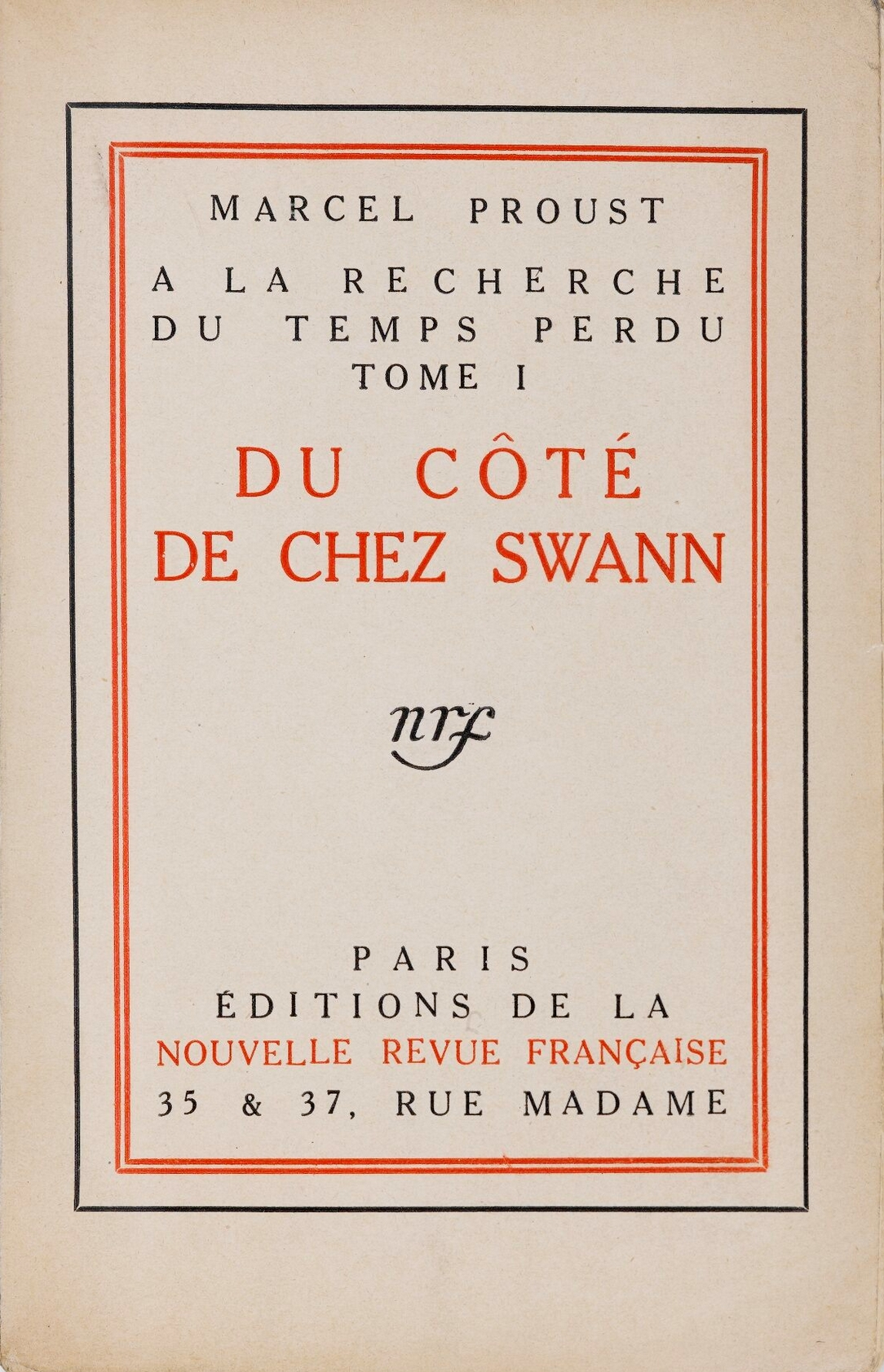
Marcel Proust, Du côté de chez Swann, couverture du tome 1 (1917).

L'Étranger d'Albert Camus, paru en 1942 dans la collection.

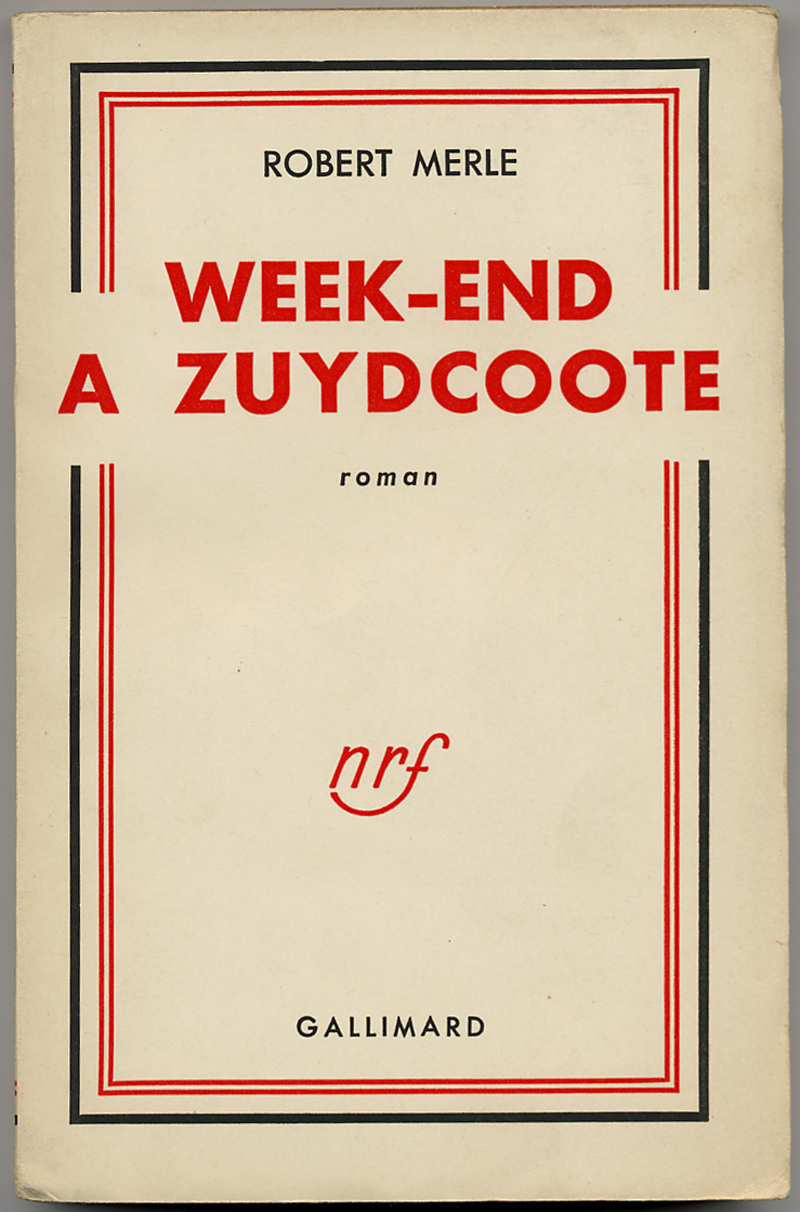
Robert Merle, Week-end à Zuydcoote, couverture de 1949.

La « Collection Blanche » est la grande collection de littérature française des éditions Gallimard.

## Historique
La collection Blanche apparaît en 1911, et se nourrit à ses débuts des publications issues de La Nouvelle Revue française ; la marque « Librairie Gallimard » n'apparaît qu'après juillet 1919. 
Depuis sa création, la « Blanche » (qui tire son nom de la couleur crème de sa couverture) a édité 6 500 titres, dont 3 800 sont encore disponibles aujourd'hui.
Le premier imprimeur de cette collection fut un temps Verbeke, directeur de l'« Imprimerie Sainte-Catherine », installée à Bruges.

## Présentation
Outre le logotype « NRF » initialement dessiné par Jean Schlumberger, la charte graphique de cette collection — un liseré noir entourant deux liserés rouges — s'inspire des Éditions de La Phalange, avec son premier titre, L'Otage de Paul Claudel, publié le 26 mai 1911. 
Les formats génériques ont très peu évolué au cours des décennies, ce qui est un cas unique dans l'histoire de l'édition contemporaine française. La couleur crème de la couverture est notamment passée au jaune clair pelliculé brillant dans les années 1980, avant un retour à la couleur crème dans les années 1990. 
La couverture connaît en 2024 deux évolutions discrètes : traditionnellement noir, le logo « NRF » devient rouge, tandis que le nom de l'auteur devient plus visible, doublant presque de taille et passant en caractères gras.

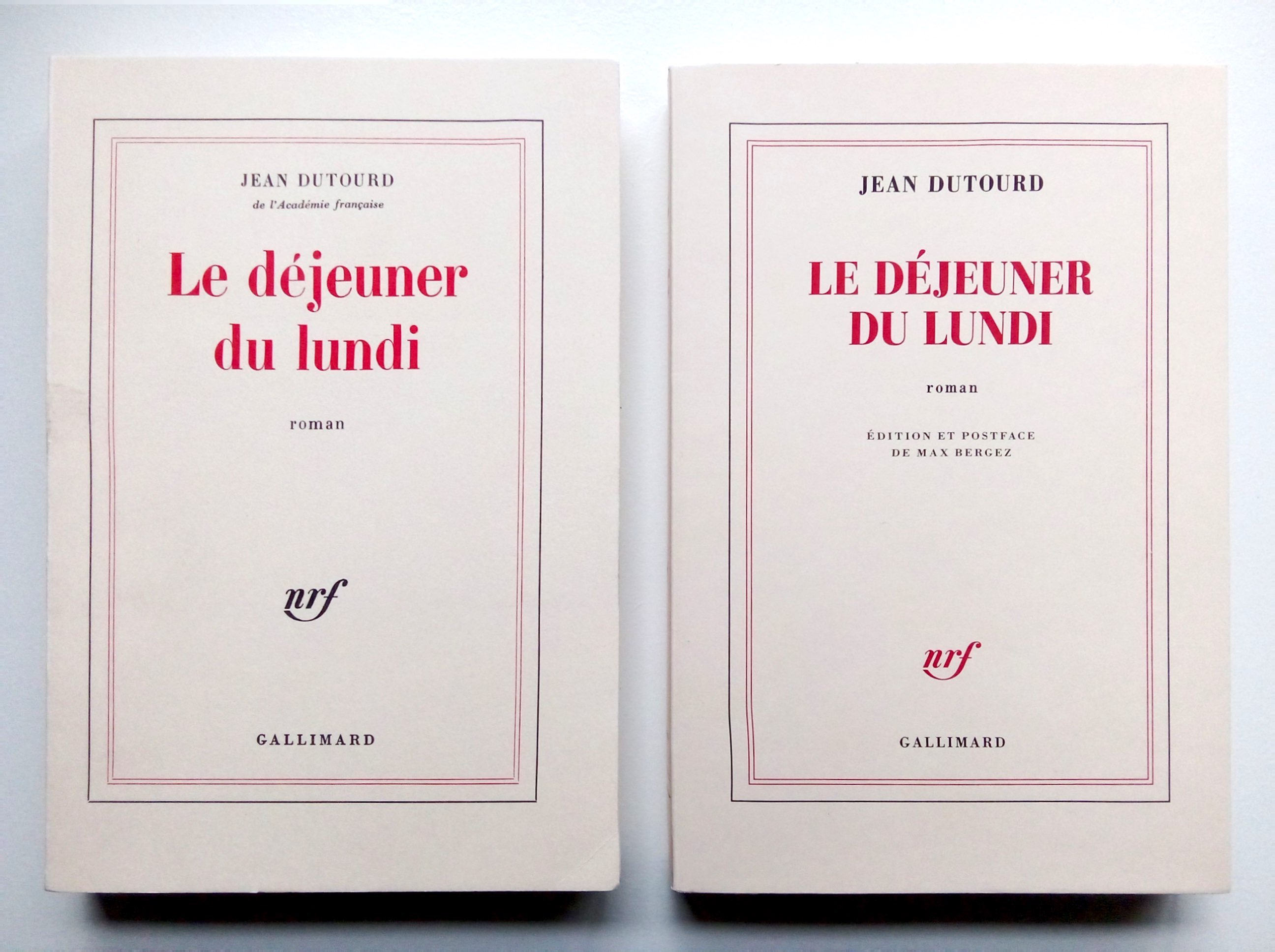
Le Déjeuner du lundi de Jean Dutourd : à gauche, l'édition parue en janvier 1980 ; à droite, l'édition parue en décembre 2024. Le titre est désormais libellé en capitales, le logo « NRF » est devenu rouge, et le nom de l'auteur est en caractères plus grands.

## Une collection souvent récompensée
Championne des prix littéraires, elle a été récompensée de 1911 à 2011 par 32 prix Goncourt, 29 prix Femina, 15 prix Renaudot, 10 prix Médicis, 14 prix Interallié, 27 Grand prix du roman de l'Académie française et 4 prix du Livre Inter.